# Missing Link (2019)
Missing Link is een Amerikaanse stop-motion animatiefilm uit 2019, geschreven en geregisseerd door Chris Butler.

## Verhaal
De ontdekkingsreiziger sir Lionel Frost doet in 1886 onderzoek naar allerlei monsters en mythen maar wordt door zijn collega’s niet serieus genomen. Hij wordt door de sasquatch Mr. Link onder de arm genomen om zijn verloren gewaande familieleden op te sporen in de legendarische vallei van Shangri-La. Samen met de avonturierster Adelina Fortnight reizen ze de wereld rond in hun zoektocht.

## Stemverdeling
| Personage           | Engelse stem      | Nederlandse stem | Vlaamse stem |
| ------------------- | ----------------- | ---------------- | ------------ |
| Mr. Link            | Zach Galifianakis |                  |              |
| Sir Lionel Frost    | Hugh Jackman      |                  |              |
| Lord Piggot-Dunceby | Stephen Fry       |                  |              |
| Adelina Fortnight   | Zoë Saldana       |                  |              |
| Mr. Lemuel Lint     | David Walliams    |                  |              |
| Mr. Collick         | Matt Lucas        |                  |              |
| William Stenk       | Timothy Olyphant  |                  |              |
| Ama Lahamu          | Amrita Acharya    |                  |              |
| Yeti-oudste         | Emma Thompson     |                  |              |

## Release en ontvangst
Missing Link ging op 7 april 2019 in première in New York en kwam in de bioscopen op 12 april. De film was een box office bomb, een flop aan de kassa met een opbrengst van een kleine 6 miljoen US$ in het openingsweekend en een wereldwijde opbrengst van amper 26 miljoen US$ De film kreeg wel positieve kritieken van de filmcritici met een score van 89% op Rotten Tomatoes, gebaseerd op 155 beoordelingen.

## Prijzen en nominaties
De belangrijkste:
| Jaar | Prijs        | Categorie          | Genomineerde(n)    | Uitslag  |
| ---- | ------------ | ------------------ | ------------------ | -------- |
| 2020 | Golden Globe | Beste animatiefilm | Beste animatiefilm | Gewonnen |